# Batalla de Caporetto

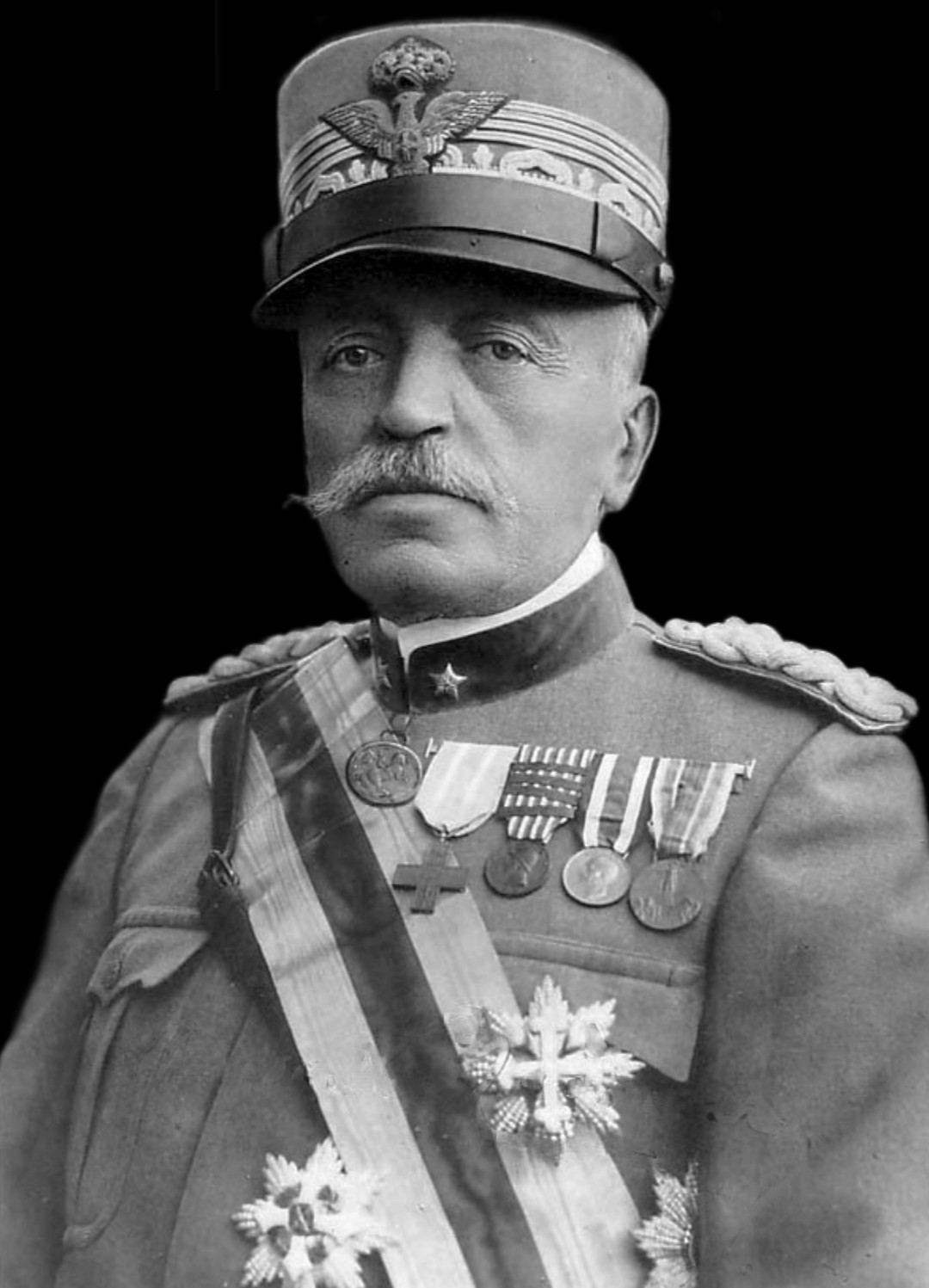
Mariscal Luigi Cadorna.

La batalla de Caporetto o la 12a batalla de l'Isonzo, també coneguda com a batalla de Karfreit pels Imperis Centrals, va tenir lloc des del 24 d'octubre fins al 9 de novembre de 1917. El combat es va lliurar en les proximitats de Kobarid (avui Kobarid, Eslovènia) en la frontera austro-italiana durant la Primera Guerra Mundial.

## Antecedents
Durant la primavera i l'estiu de 1917 els italians havien llançat nombroses ofensives a les línies austrohongareses al front d'Isonzo, i amb la línia austrohongaresa al voltant de Gorizia en risc d'esfondrament arran de l'onzena batalla de l'Isonzo, l'alt comandament de Viena va fer una crida als alemanys perquè contribuïssin a una contraofensiva al front italià; Paul von Hindenburg i Erich Ludendorff, comandants suprems de l'exèrcit alemany, van acordar, per tant, amb el nou cap d'estat major austrohongarès Arthur Arz von Straußenburg organitzar una ofensiva combinada. El general alemany Konrad Krafft von Dellmensingen va ser enviat al front per a una inspecció, que va durar del 2 al 6 de setembre. Després de les diferents comprovacions i després d'haver valorat la probabilitat de victòria, Dellmensingen va tornar a Alemanya per aprovar l'enviament d'ajuda, també segur que França, després del fracàs de la segona batalla de l'Aisne a l'abril, no atacaria.
Set excel·lents divisions alemanyes es van unir amb altres cinc divisions austrohongareses en el nou 14è Exèrcit al comandament del general Otto von Below, recolzat per més de 1.000 peces d'artilleria. La concentració de les forces dels Imperis Centrals al curs superior d'Isonzo, entre Plezzo i Tolmino, va començar a principis de setembre. Els informes del reconeixement aeri i els informes dels desertors van informar als italians del moviment de les tropes alemanyes que es dirigien cap a la zona alta d'Isonzo, i el 18 de setembre Cadorna va decidir canviar a una línia defensiva pendent dels esdeveniments. Tanmateix, l'alt comandament va mostrar un considerable escepticisme davant la notícia d'un atac imminent per la força i, de nou, el 23 d'octubre Cadorna va formular la previsió que no hi hauria operació important almenys fins a la primavera del 1918.

## La batalla
A les 02:00h en punt del 24 d'octubre, l'artilleria austroalemanya va començar a colpejar les posicions italianes des del Mont Rombon fins a l'Alta Bainsizza, alternant llançaments de gas amb granades convencionals, colpejant especialment entre Plezzo i l'Isonzo. El foc preparatori va ser molt precís, tallant aviat les comunicacions entre els comandaments i les unitats de primera línia. L'artilleria italiana del xxvii Cos d'Exèrcit comandada pel general Pietro Badoglio va romandre aïllada i no va obrir cap foc de resposta. Aquell mateix dia, els austroalemanys van atacar el front d'Isonzo cap al nord, convergint a Caporetto, un sector que s'havia mantingut en silenci des de finals de 1916 i que només era defensat per deu de les trenta divisions del 2n Exèrcit del general Capello. Posant en pràctica les noves tàctiques d'infiltració ja provades amb èxit al front oriental, les tropes alemanyes van forçar els punts febles del desplegament italià, traslladant-se al fons de la vall per esquivar i ocupar darrere les posicions situades als cims de les muntanyes. El front del 2n Exèrcit es va enfonsar ràpidament i a les 17:00h les primeres unitats alemanyes van entrar al mateix Caporetto. Durant el primer dia de batalla, els italians van perdre aproximadament 40.000 soldats entre morts i ferits, i altres es van trobar atrapats a Monte Nero, mentre que els seus oponents van patir unes 6000-7000 víctimes.
La notícia de l'avanç es va filtrar molt lentament fins al comandament d'Udine, i no va ser fins a la matinada del 25 d'octubre que va començar a aflorar l'abast del desastre. El front s'havia trencat en diversos punts, la moral de les tropes s'havia ensorrat i masses d'homes fugien en desordre cap a la rereguarda. Cadorna va continuar aturant-se i a les 02:50h del 27 d'octubre va ordenar al 2n i 3r Exèrcit retrocedir cap a la línia del riu Tagliamento. La retirada de les forces del duc d'Aosta, ja preparada pel seu comandant, va tenir lloc amb un cert ordre, però les tropes de Capello van ser pràcticament abandonades a la seva sort, en una retirada caòtica caracteritzada per desercions i fugues. L'abast de l'èxit va sorprendre els mateixos comandaments austrohongaresos. Ludendorff, lluitant en la fase més crítica de la batalla de Passchendaele al front occidental, tenia pressa per retirar les divisions alemanyes, deixant la persecució als exèrcits de Borojević del Carso i de Konrad del Trentino, però les males comunicacions i l'esgotament de les unitats van retardar la progressió dels austrohongaresos.
El 28 d'octubre al vespre, els austroalemanys van travessar la frontera d'abans de la guerra. Cadorna esperava poder contenir l'enemic al Tagliamento, però el 2 de novembre una divisió austrohongaresa va aconseguir travessar el riu més amunt, establint un cap de pont a la riba occidental, i el matí del 4 de novembre l'alt comandament italià va ordenar una retirada general de tot l'exèrcit fins al riu Piave. Els Imperis Centrals van mantenir la pressió sobre les tropes en retirada. El 9 de novembre a Longarone van ser capturats 10.000 homes i 94 canons pertanyents al 4t Exèrcit del general Mario Nicolis di Robilant, i en una altra ocasió les 33a i 63a Divisions italianes es van rendir, després d'haver intentat sortir de l'encerclament, 20.000 homes. Però a la plana els austroalemanys no van tenir un èxit similar i moltes unitats italianes es van reorganitzar un cop van arribar a la línia del Piave. A les 12 del migdia del 9 de novembre es va acabar el replegament darrere del riu i es van volar els ponts.
El combat va utilitzar noves formes de teoria militar teoritzades pels estrategs alemanys i utilitzades per primera vegada en contra dels italians. Aquestes teories preveien de concentrar petits grups de tropes d'assalt que trenquessin la línia del front enemic en una distància d'un o dos kilòmetres màxim (usualment les ofensives es desenvolupaven en uns trenta quilòmetres) amb tàctiques d'infiltració i que amenacessin les tropes que no s'havien mogut des del front. Les tropes austrohongareses, reforçades amb efectius alemanys, van trencar el front italià, dispersant l'exèrcit italià, que no disposava pràcticament de reserves mòbils. El cop de l'ofensiva austro-alemanya va ser terrible i la derrota de l'exèrcit italià una de les pitjors de tota la gran guerra.

## Conseqüències
La batalla de Caporetto va resultar en un desastre per als italians. Les pèrdues van ascendir a 12.000 morts, 30.000 ferits i 294.000 presoners, amb 400.000 soldats més aïllats a l'interior del país. Les pèrdues materials van incloure més de 3.000 canons i 1.600 vehicles de motor, mentre que la zona perduda tenia una superfície de 14.000 km².. Les forces austro-alemanyes van avançar més de 100 quilòmetres en direcció a Venècia, però van ser incapaços de travessar el riu Piave, on els italians havien establert una nova línia defensiva, que es va mantenir durant la resta de la guerra. Durant aquesta batalla, el batalló dirigit per Erwin Rommel va jugar un important paper. Preocupats per la situació italiana els aliats van convocar una conferència a Ravenna on el rei Víctor Manuel III d'Itàlia els va assegurar que l'exèrcit italià mantindria les seves posicions sense cap problema. I així va ser, fins al final de la guerra en 1918 el front italià es va estabilitzar en la línia del riu Piave des del qual el trenta d'octubre 1918 l'exèrcit reial va llançar l'ofensiva que va derrotar a l'imperi austrohongarès, accelerant notablement la fi de la guerra europea.
Els sagnants resultats de la batalla van ser vívidament descrits per Ernest Hemingway en la seva novel·la "Adéu a les armes" (A Farewell to Arms).
Entre els generals italians, dirigits per Luigi Cadorna, es trobava també Pietro Badoglio. El terme «Caporetto», després d'aquesta batalla, va cobrar un significat especial a Itàlia, i va ser utilitzat per a designar una terrible derrota — la fallida vaga general de 1922 per part dels socialistes va ser batejada per Mussolini com el «Caporetto del socialisme italià».